# Monastères de San Millán de la Cogolla
Les monastères de San Millán de la Cogolla est un ensemble monastique, situé sur la commune de San Millán de la Cogolla, dans la Communauté autonome de La Rioja, en Espagne.
Il se compose de deux groupes de bâtiments distincts, séparés de quelques centaines de mètres, et construits à des époques différentes.

## Le monastère de Suso
Le plus ancien des deux groupes monastiques, perdu au milieu des bois, est le monastère de Suso (42° 19′ 46″ N, 2° 52′ 22″ O). Il a gardé toute la simplicité d'un édifice de l'art de repeuplement du Xe siècle.
L'église à trois voûtes soutenues par des arcs outrepassés est adossée à la falaise, elle s'ouvre sur la chapelle de sainte Oria, et celle de l'extension du XIe siècle donne sur l'oratoire de san Millán, où est conservé le gisant du saint, œuvre du XIIe siècle, et sur les cellules troglodytiques du VIe siècle, transformées en nécropole. À l'époque wisigothique, des petites chapelles avaient été creusées dans la roche, l'une d'elles renferme le tombeau roman du XIIe siècle, sculpté dans l'albâtre, de saint Émilien de la Cogolla (San Millán de la Cogolla). 
En entrant dans Suso, dans la galerie, se trouvent les sarcophages des sept enfants de Lara et celui de leur précepteur ainsi que celles de trois reines de Navarre qui n'avaient pu trouver, faute de place, un lieu de sépulture plus près de celle de Millán. 
Elle contient aussi le tombeau de Gonzalo de Berceo, moine et écrivain du XIIIe siècle, poète natif de la Rioja. À côté de l’église a été découverte une nécropole de moines enterrés dans des grottes.
C'est dans ce petit monastère que furent écrits en 977 les premiers mots connus en castillan par un moine qui recopiait un traité de droit canonique en latin, les Glosas Emilianenses, commentaire d'un ouvrage de saint Augustin, dans la marge, il a traduit quelques lignes en castillan. Ce manuscrit se trouve actuellement à l'Escurial. C'est aussi ici qu'est conservé le codex Aemilianensis 39 contenant la Nota Emilianense qui est une autre version de la Chanson de Roland écrite vers 1065-1070.

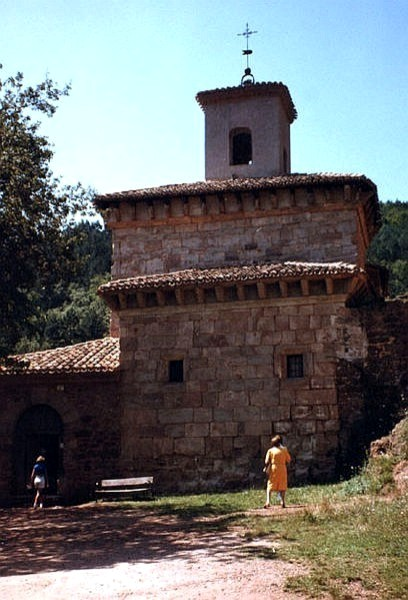
Suso, l’extérieur.
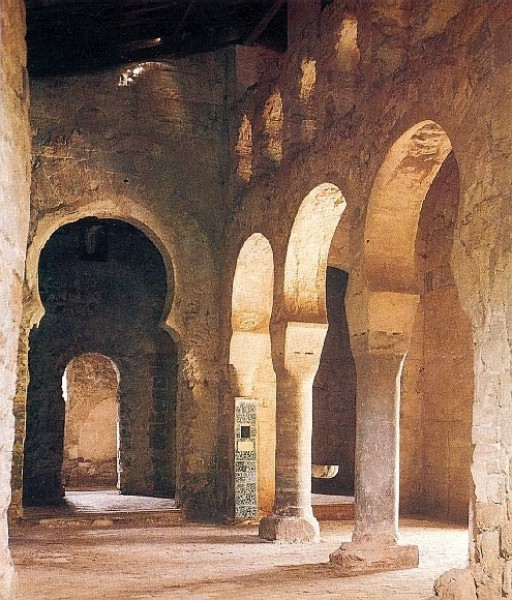
Suso, l’intérieur.
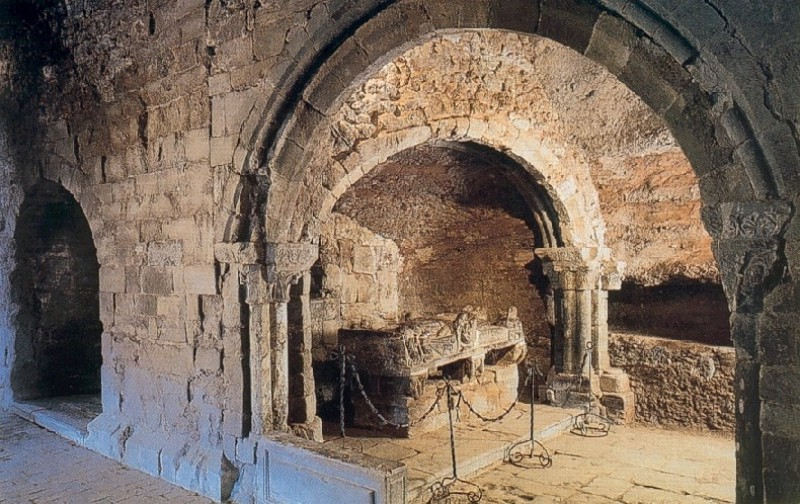
Sarcophage de saint Émilien de la Cogolla.

## Le monastère de Yuso

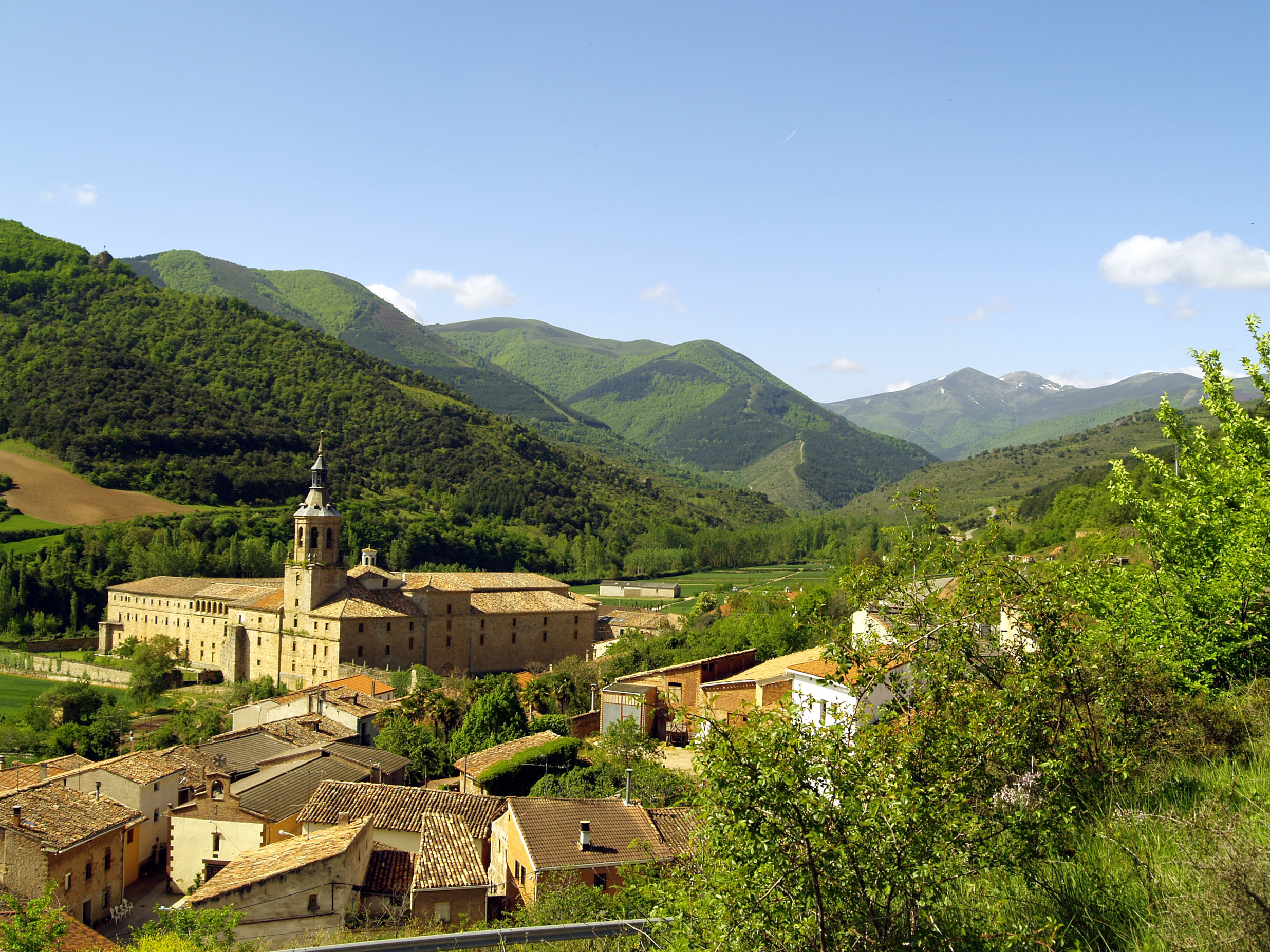
Monastère de San Millán de Yuso.

En contrebas, dans la vallée du Càrdenas, on aperçoit l'imposante masse du monastère de Yuso (42° 19′ 33″ N, 2° 51′ 54″ O), « el Escorial de la Rioja ». Fondé en 1050, il a connu une complète reconstruction et ses bâtiments datent du XVIe au XVIIIe siècle.
La partie la plus ancienne, l'église, commencée en 1504, est de style gothique tardif à trois nefs, mais elle n'a été terminée qu'au XVIIIe siècle. 
Le portail d'accès au monastère date de 1661 et porte un bas-relief de San Millán Matamoros puisque selon la tradition il a combattu avec Santiago à la bataille de Simancas. 
Le vestibule a été construit vers 1689 et donne accès au Salon des Rois appelé ainsi car y sont exposées quatre grandes toiles des rois bienheureux du monastère. 
Sur le retable du maître-autel, huit tableaux du XVIIe siècle de Fray Juan Ricci. Des grilles du XVIIe siècle. Au fond de l'église, le coro alto, la tribune haute, est plateresque. La sacristie du XVIIIe siècle, qui est l’ancienne salle capitulaire, est remarquable avec ses statues de bois doré et son plafond à fresques du XVIIIe siècle.
Le cloître a deux étages de galeries : la galerie inférieure, de toute beauté, est de style gothique flamboyant du milieu du XVIe siècle, avec une porte plateresque donnant accès à l'église, la galerie supérieure est Renaissance.
Un petit musée rassemble quelques tableaux religieux Renaissance et baroques de Fray Juan Ricci et de Murillo, et une très belle Vierge romane en noyer du XIIe siècle.
À côté du musée se trouve un oratoire qui abrite les précieuses arcas de San Millán et de San Felices, coffres reliquaires, de grande valeur, délicatement décorés d'ivoires sculptés du XIe siècle. Celui de San Millán (1067-1080) compte quatorze plaques romanes remarquables pour l’expression des personnages, celui de San Felices (1090) présente cinq plaques marquées par le hiératisme byzantin. Ces reliquaires ont été restaurés, en 1944, par Granda mais les plaques d'ivoire sculpté sont les originaux du XIe siècle, exécutés par l'atelier d'ivoirerie du monastère.
La bibliothèque contient mille huit cents ouvrages dont les plus anciens sont des manuscrits du Xe siècle, et une reproduction des Glosas Emilianenses. Elle contient de nombreux codex et incunables, mais aussi d'étonnantes archives de documents allant du XIe au XVIe siècle.
Le monastère de Yuso, de styles Renaissance et baroque, a été reconstruit entre le XVIe et le XVIIe siècle, le monastère roman ayant été saccagé par le Prince Noir après la bataille de Navarrete, en 1367.

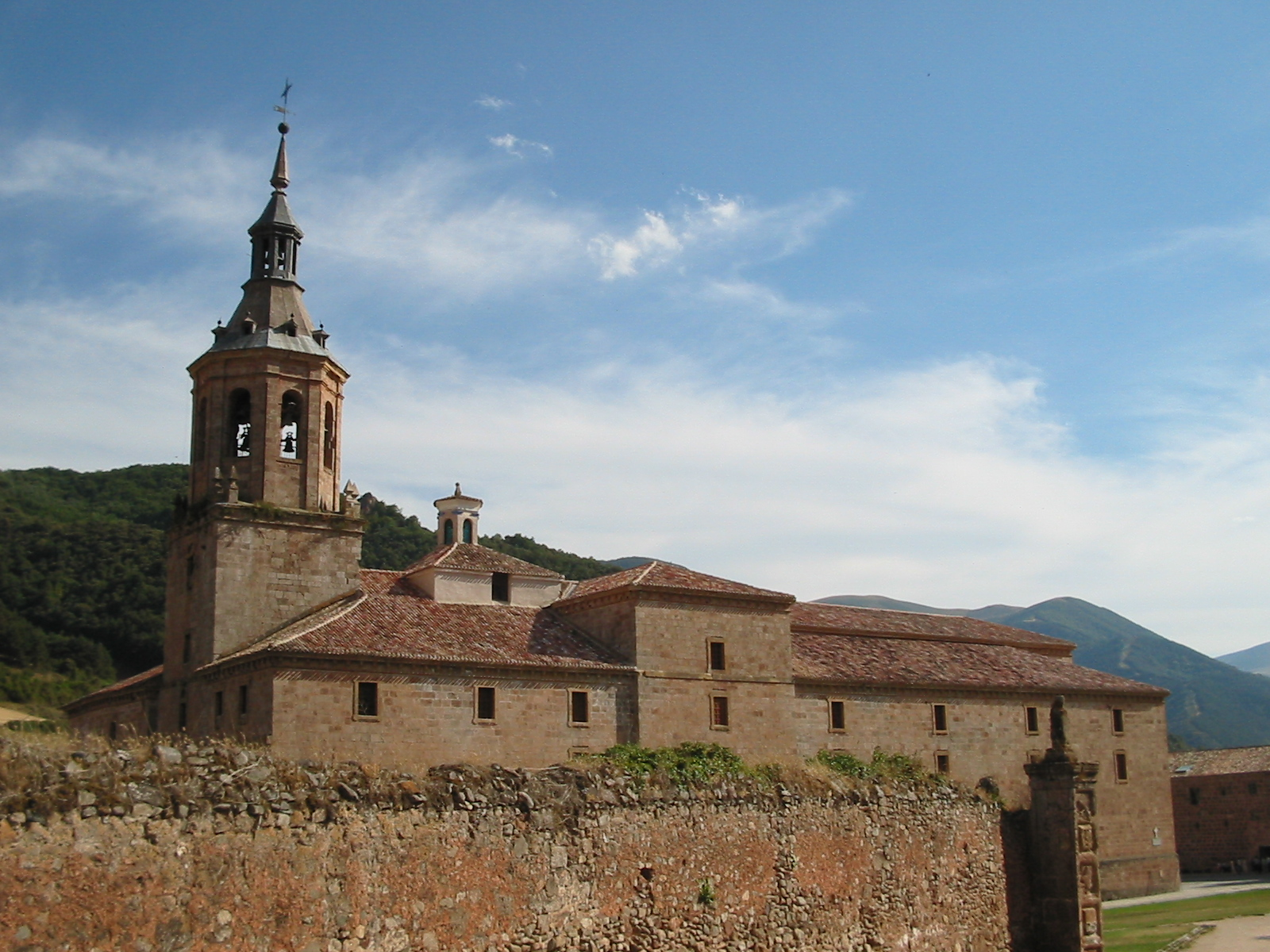
Yuso, l'extérieur.
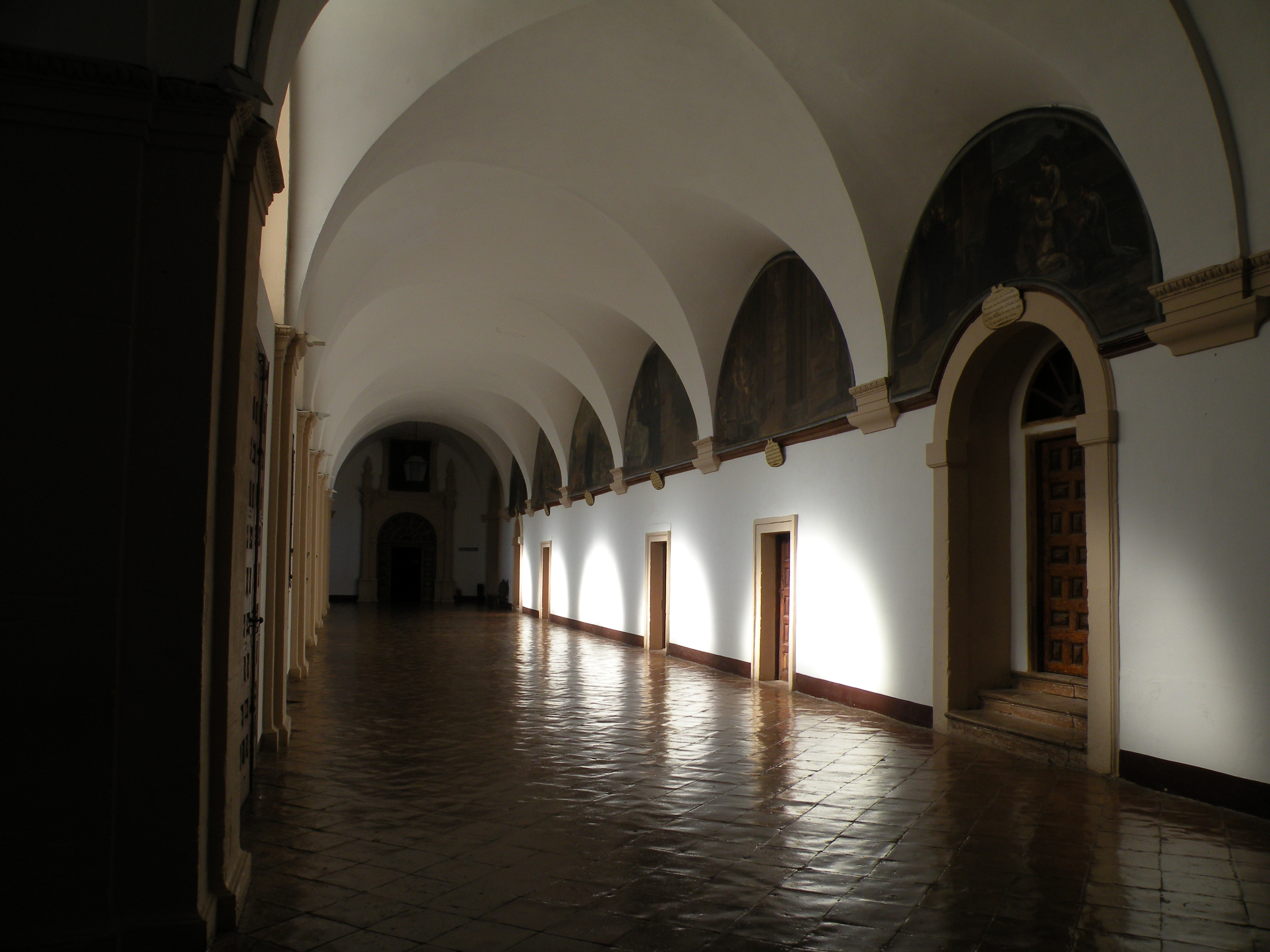
Yuso, couloir du cloître.
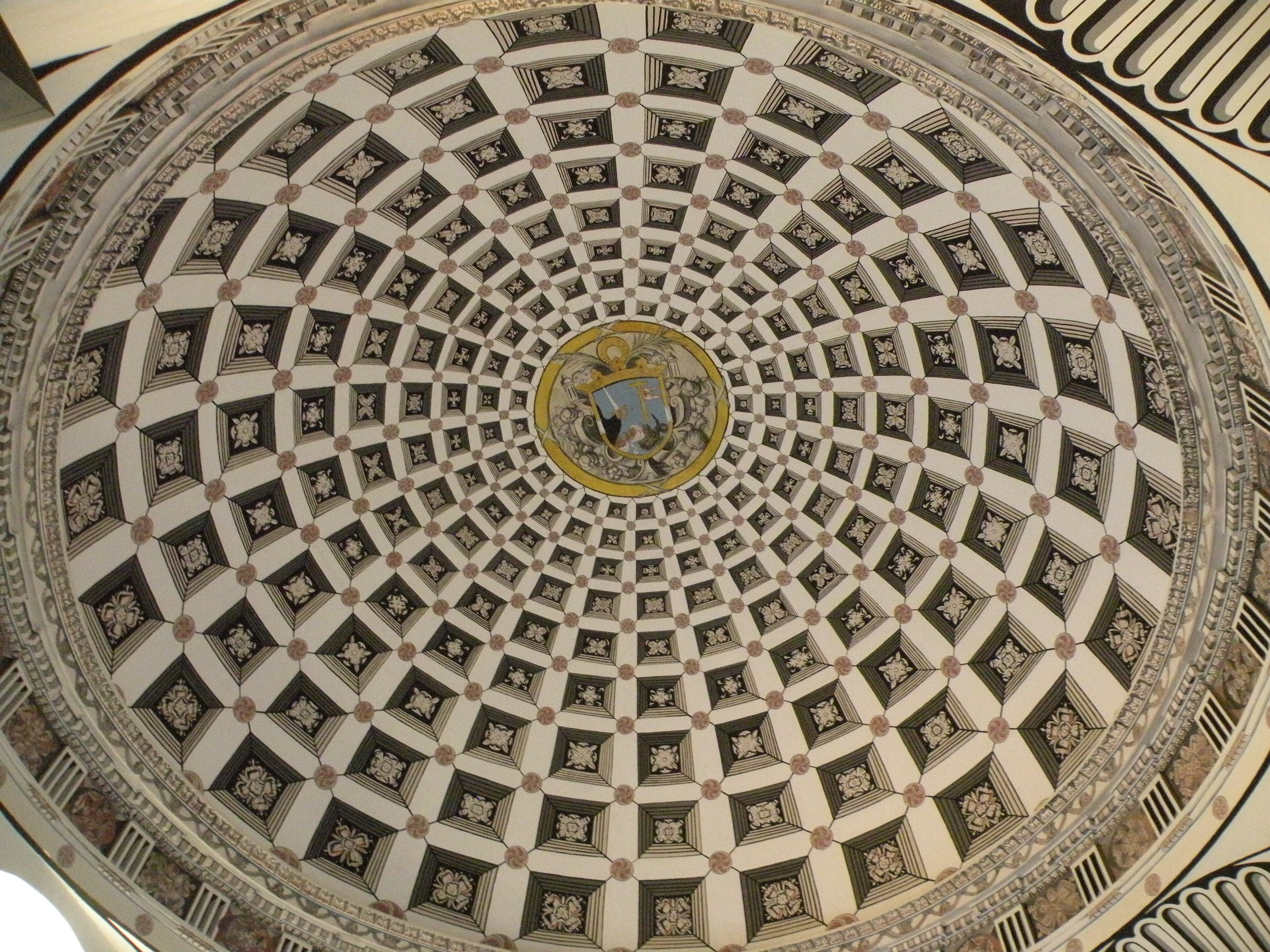
Yuso, la coupole.
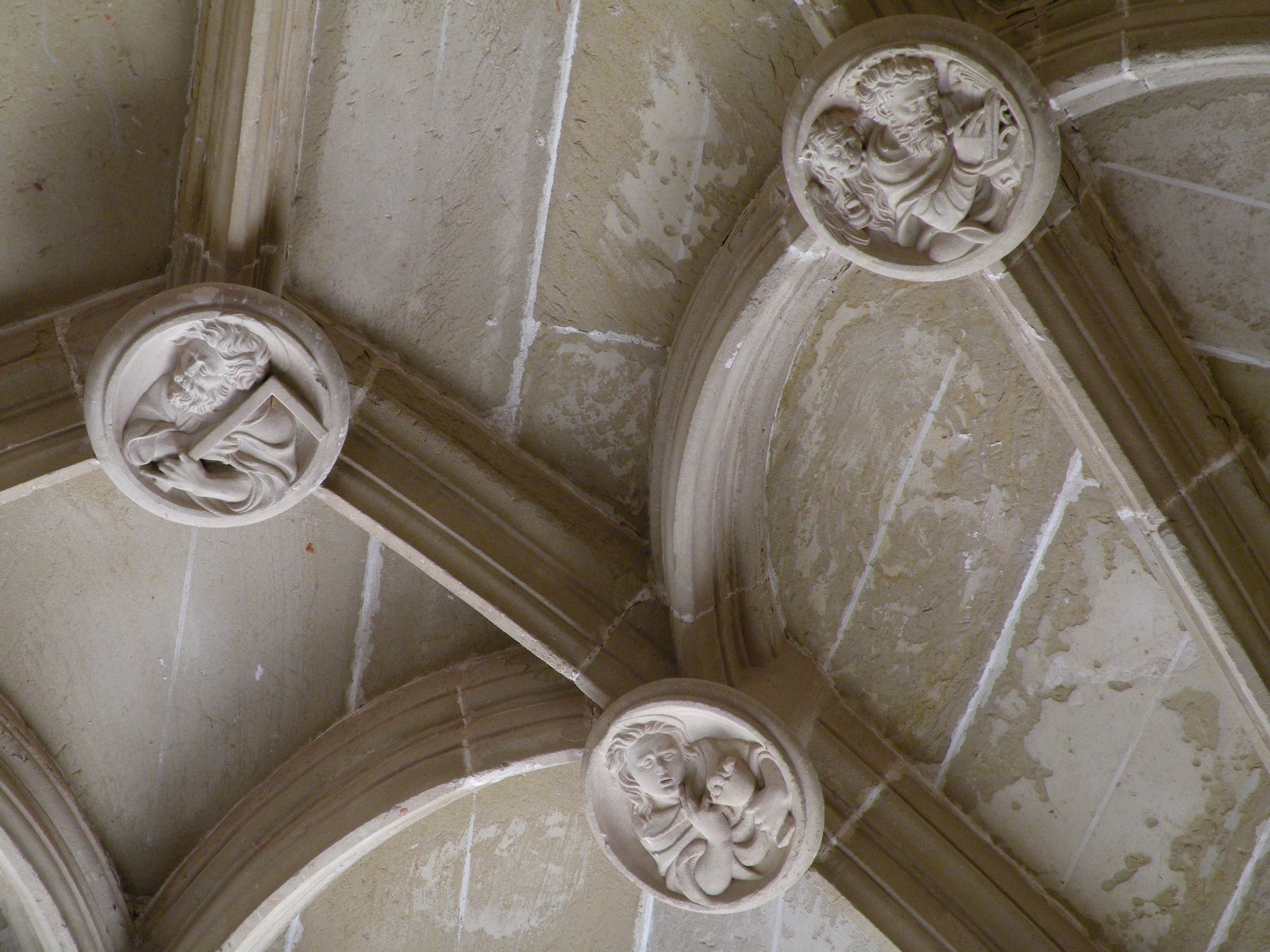
Voûte.
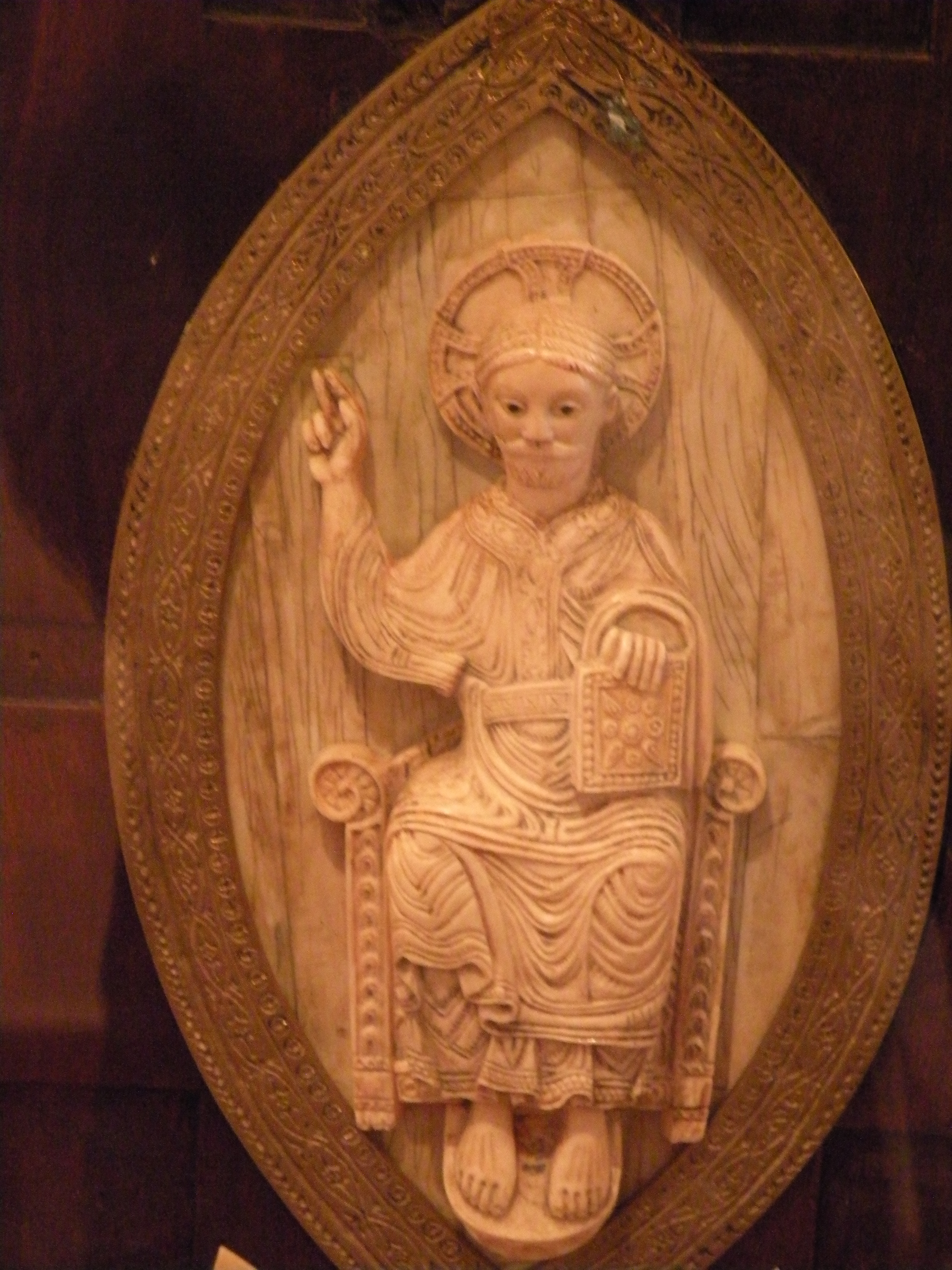
Médaillon du Christ en sa mandorle.
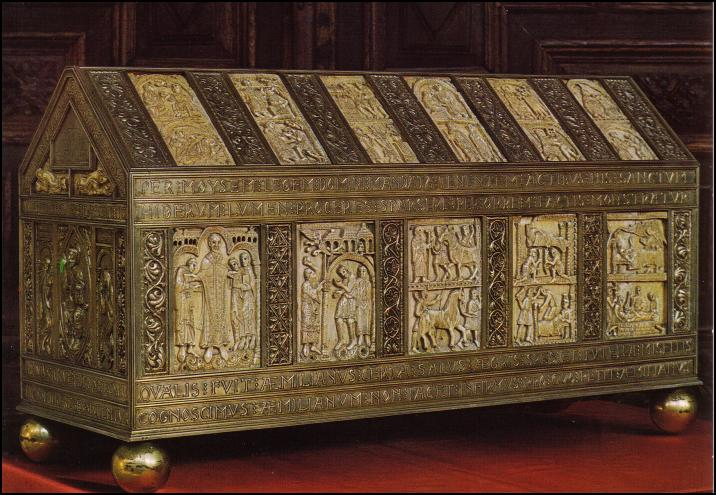
Sépulcre de saint Émilien de la Cogolla.